# March (Cambridgeshire)
March ist eine Stadt und eine Verwaltungseinheit im District Fenland in der Grafschaft Cambridgeshire, England. Das am River Nene gelegene March ist 38,1 km von Cambridge entfernt. Im Jahr 2001 hatte die Stadt 18.040 Einwohner. March wurde 1086 im Domesday Book als Mercha/Merche erwähnt.

## Sehenswürdigkeiten
Die Kirche St. Wendreda, auch Wendreth, ist die älteste Kirche der Stadt. Sie gehört bis auf die Westarkade dem Decorated Style und dem Perpendicular Style an. Die Kirche ist die einzige Wendreda geweihte, einer Heiligen und Heilerin aus dem 7. Jahrhundert, die als Schwester der hl. Etheldreda und Tochter des Königs Anna von East Anglia gilt. Das zwischen 1470 und 1520 erbaute Dach, „the most splendid timber roof of Cambridge“, ein doppeltes Hammerbalken-Gewölbe mit 118 Engelsfiguren, hinter denen die Balken zu verschwinden scheinen, genießt einen hervorragenden Ruf. Simon Jenkins nennt es „finest English angel roof“.

## Verkehr
An March vorbei verläuft die A141 road, die rund 8 km nördlich auf die A47 road trifft.
March liegt an der Bahnstrecke von Cambridge über Ely nach Peterborough. Der Bahnhof zählte 2017/2018 über 400.000 Reisende.
Der nördlich der Stadt gelegene Rangierbahnhof Whitemoor Marshalling Yard machte March einst mit seinen Durchgangsgleisen Richtung Spalding zusammen mit der March West Junction und March East Junction als Anbindung an die Strecke Cambridge–Peterborough sowie der Whitemoor Junction als Beginn der Strecke Richtung Wisbech zu einem bedeutenden Bahnknotenpunkt (siehe Weblinks). Nach der Stilllegung der Strecke March–Spalding im Jahr 1982 wurde der Rangierbahnhof auf die halbe Länge zurückgebaut und besitzt daher nur noch Stumpfgleise, welche aus südlicher Richtung über die Whitemoor Junction befahren werden können. Auf dem Gelände der ehemaligen Gleisanlagen im Norden befindet sich heute das Gefängnis Whitemoor.

## Fotos

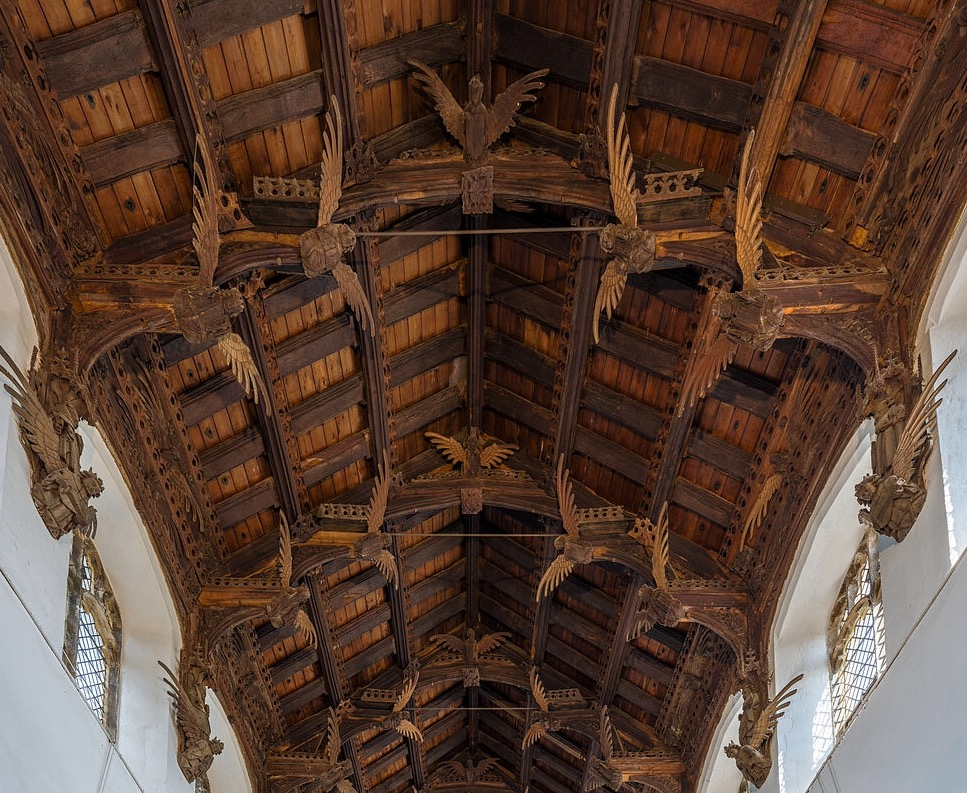
Engel im Hammerbalken-Gewölbe von St. Wendreda (Juli 2014)
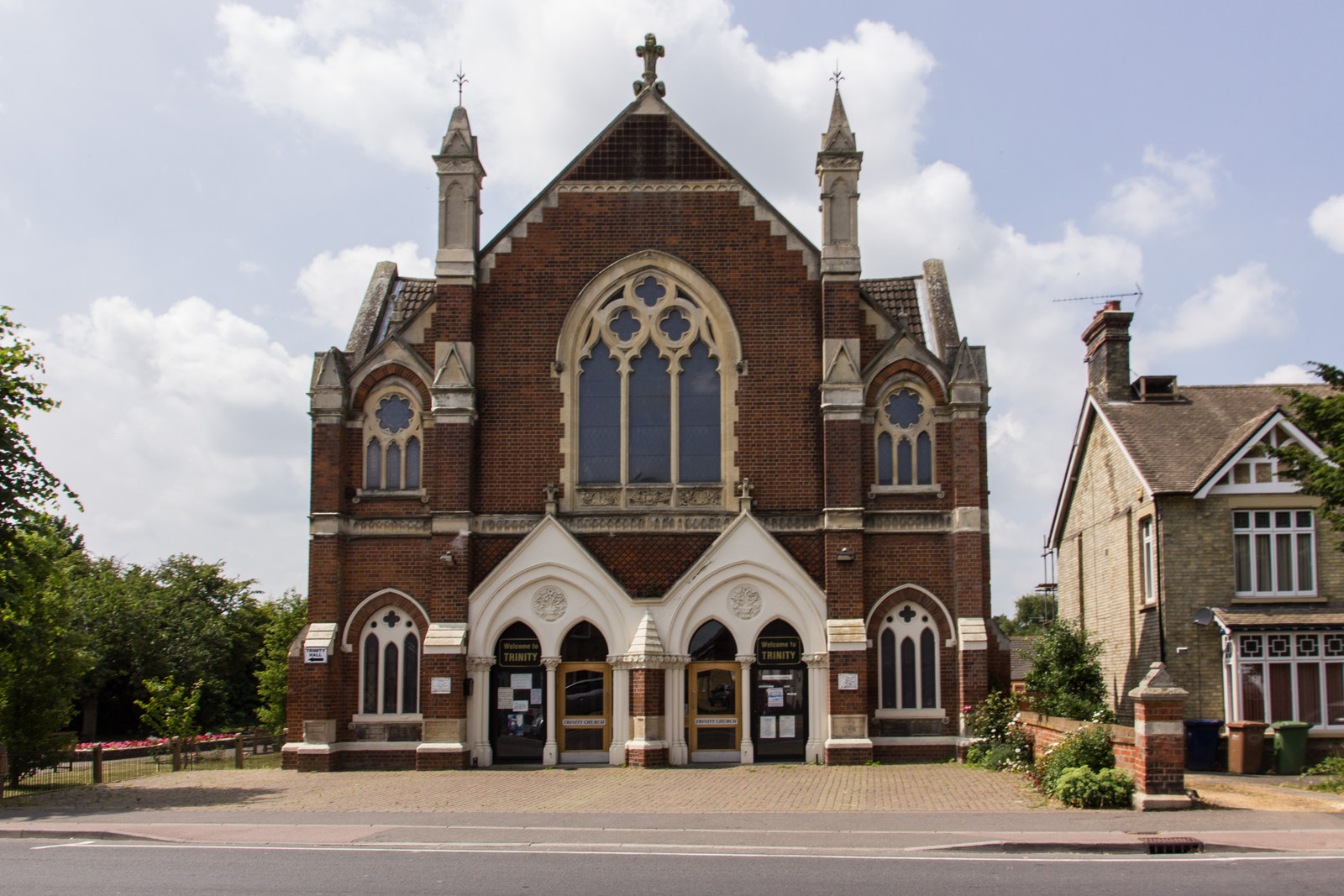
Trinity Church (Juli 2013)
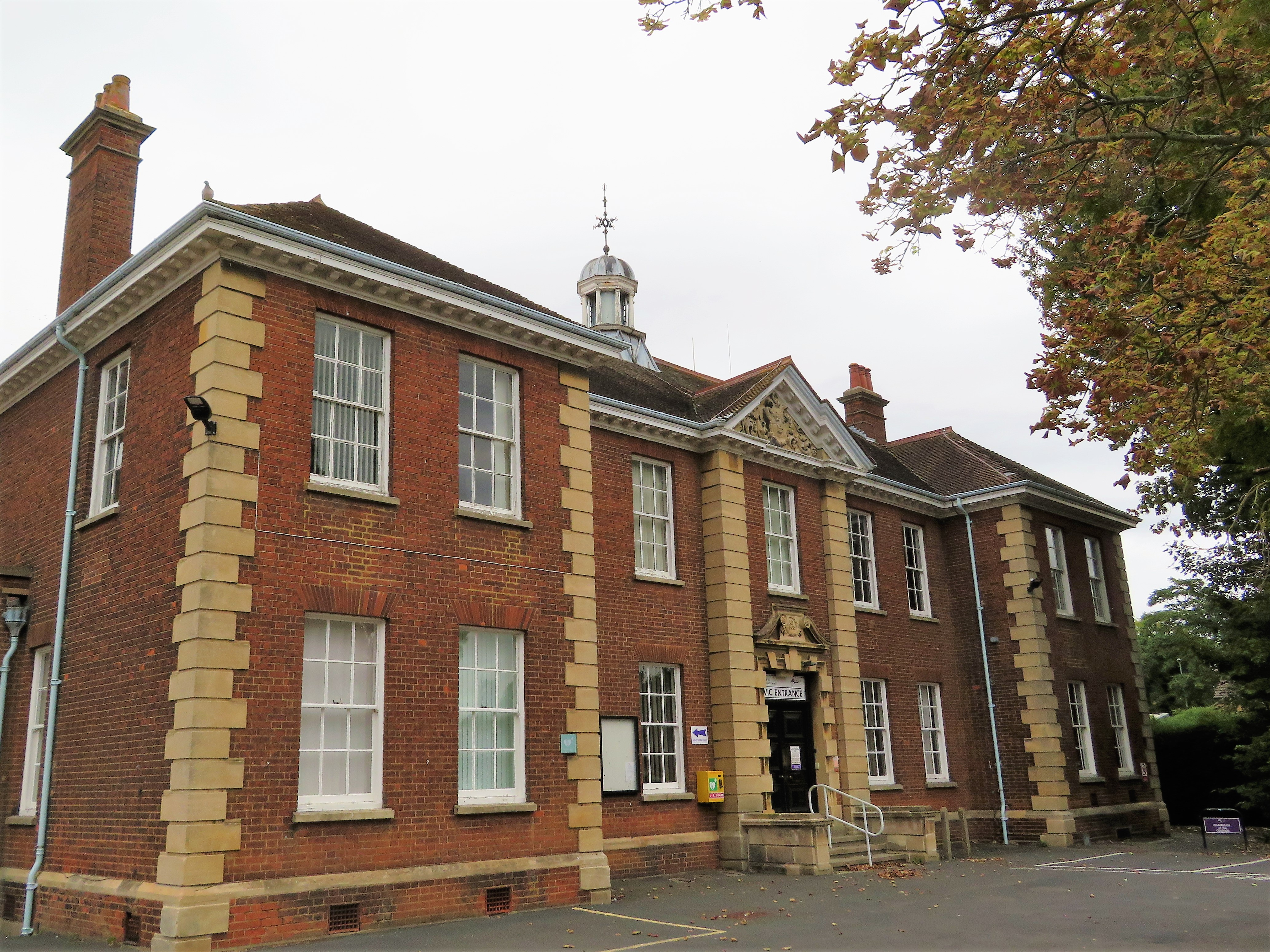
Fenland Hall (September 2022)
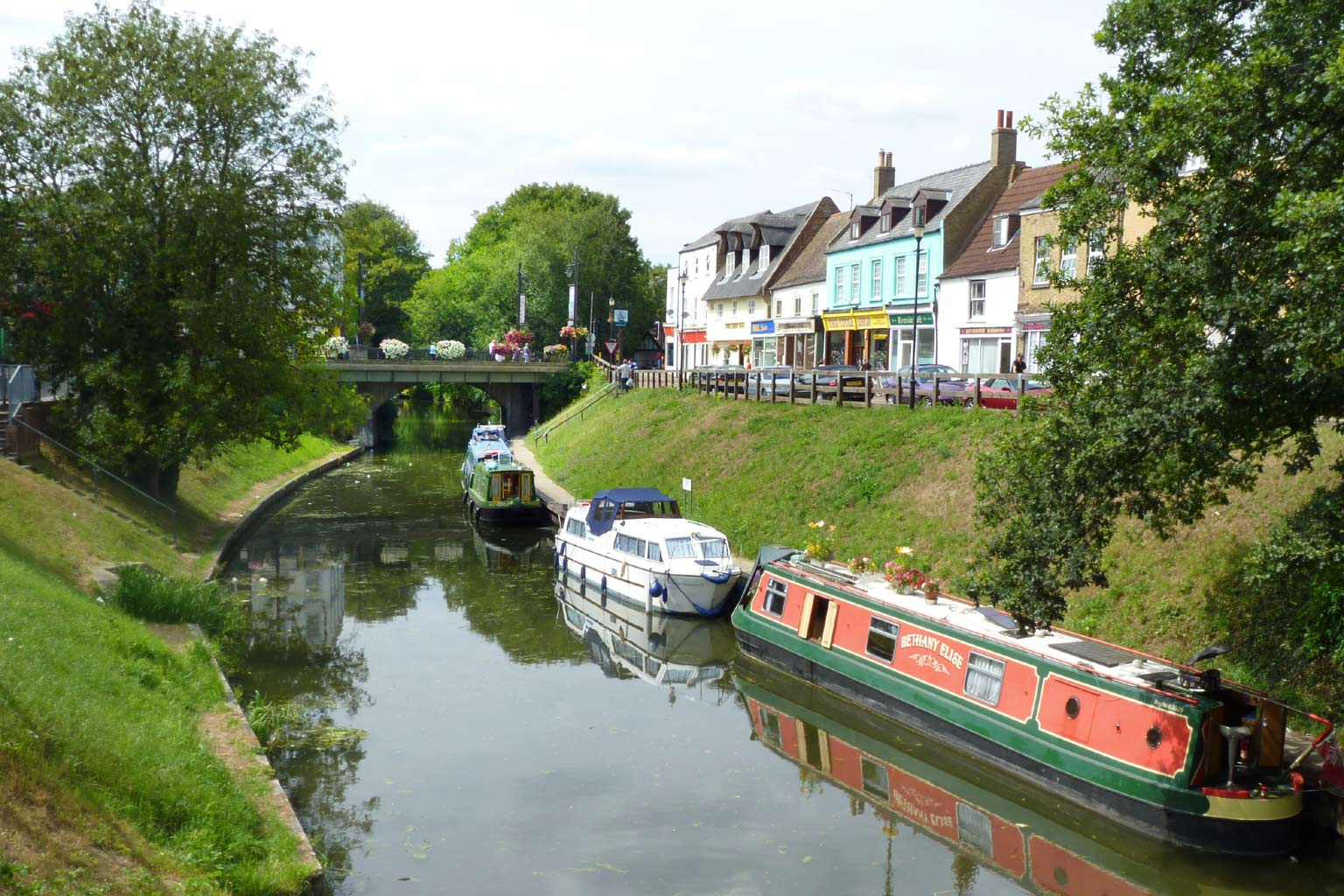
Brücke der High Street über den River Nene (Juli 2010)
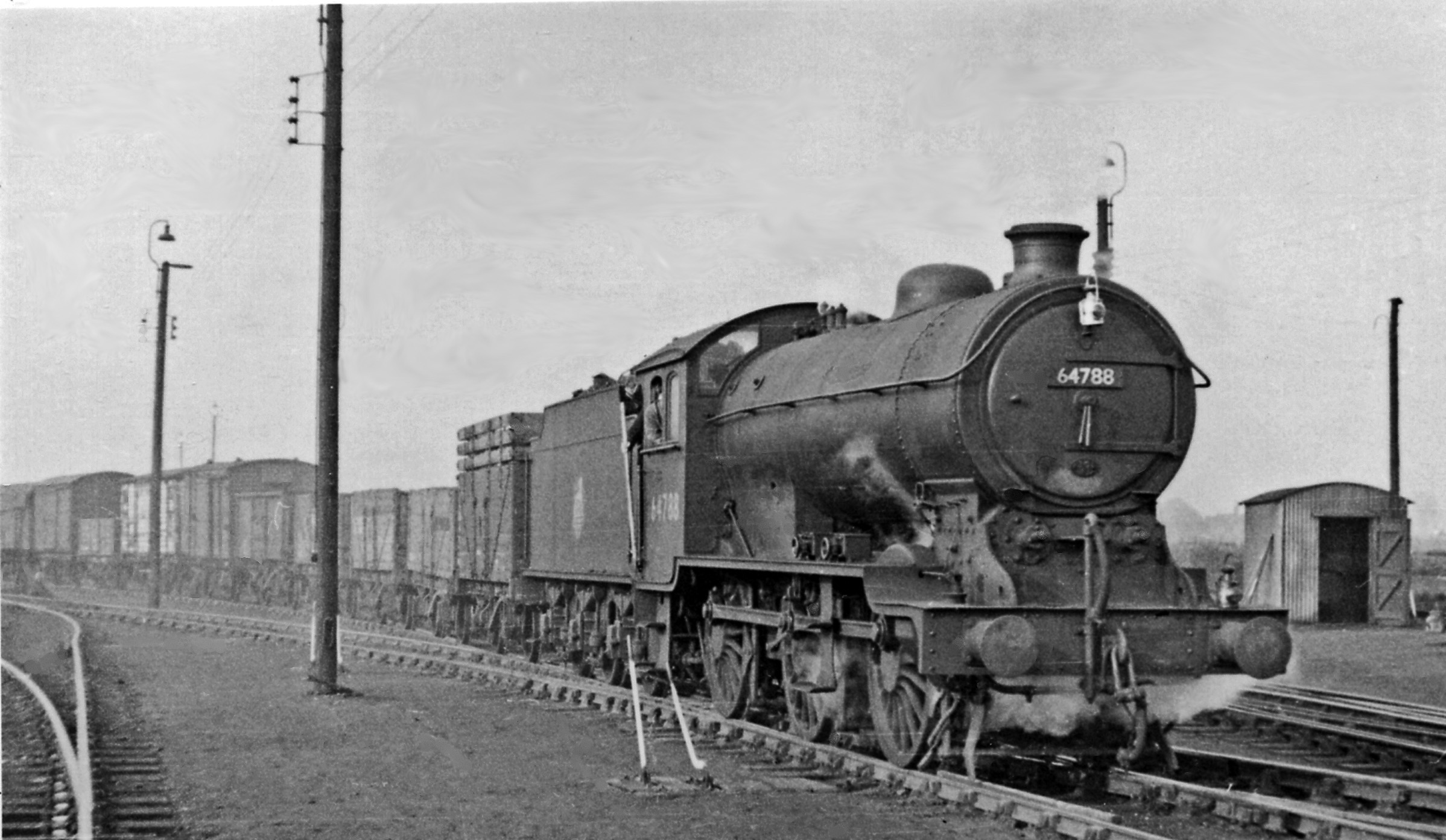
LNER-Klasse J39 auf dem Whitemoor Marshalling Yard (Februar 1951)
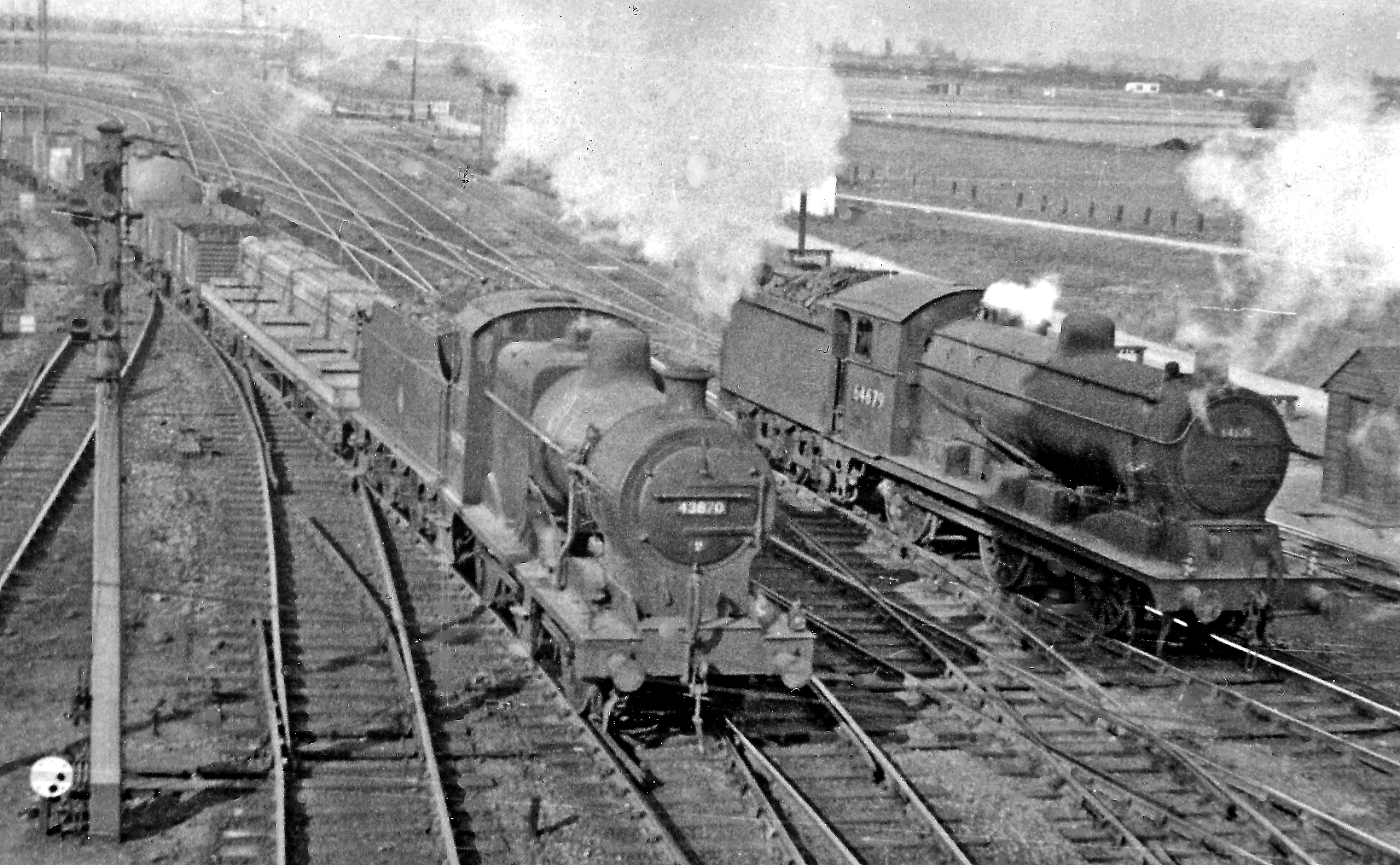
LMS-Klasse Fowler 4F und GER-Klasse D81 an der Whitemoor Junction (März 1956)

## Persönlichkeiten
- Martin Peerson (* um 1572–1651), Organist und Komponist des Barock
- Richard Hartwell (* 1946), Künstler